# Prix Louis-Jariel
Le prix Louis-Jariel est une course hippique de trot attelé se déroulant au mois d'août sur l'hippodrome de Vincennes (en juin avant 2022).
C'est une course de Groupe II réservée aux chevaux de 5 ans, hongres exclus, ayant gagné au moins 45 000 € (conditions 2024).
Elle se court sur la distance de 2 175 mètres (grande piste), départ volté. L'allocation s'élève en 2024 à 120 000 €, dont 54 000 € pour le vainqueur.
Créée en 1981,, la course honore la mémoire de Louis Jariel (19 août 1866-18 août 1959,), propriétaire de trotteurs, commissaire, puis vice-président de la Société du Cheval français.

## Palmarès
| Année | Vainqueur          | Père              | Driver                  | Entraîneur              | Distance | Temps  |
| ----- | ------------------ | ----------------- | ----------------------- | ----------------------- | -------- | ------ |
| 2024  | Justin Bold        | Bold Eagle        | Yoann Lebourgeois       | Jean-Rémi Delliaux      | 2 175 m  | 1'11"9 |
| 2023  | Idao de Tillard    | Sévérino          | Clément Duvaldestin     | Thierry Duvaldestin     | 2 175 m  | 1'10"9 |
| 2022  | Hohneck            | Royal Dream       | François Lagadeuc       | Philippe Allaire        | 2 175 m  | 1'10"9 |
| 2021  | Ganay de Banville  | Jasmin de Flore   | Jean-Michel Bazire      | Jean-Michel Bazire      | 2 175 m  | 1'10"7 |
| 2020  | Feliciano          | Ready Cash        | David Thomain           | Philippe Allaire        | 2 225 m  | 1'12"3 |
| 2019  | Eugenito du Noyer  | Saxo de Vandel    | Éric Raffin             | Jean-Michel Baudoin     | 2 175 m  | 1'10"4 |
| 2018  | Détroit Castelets  | Néoh Jiel         | Matthieu Abrivard       | Jean-Luc Dersoir        | 2 175 m  | 1'10"6 |
| 2017  | Carat Williams     | Prodigious        | David Thomain           | Sébastien Guarato       | 2 175 m  | 1'11"1 |
| 2016  | Bold Eagle         | Ready Cash        | Franck Nivard           | Sébastien Guarato       | 2 175 m  | 1'10"8 |
| 2015  | Ave Avis           | Kesaco Phedo      | Jean-Michel Bazire      | Jean-Michel Bazire      | 2 175 m  | 1'11"3 |
| 2014  | Very Nice Marceaux | Jag de Bellouet   | Pierre Vercruysse       | Gregory Laurent         | 2 175 m  | 1'10"9 |
| 2013  | Up and Quick       | Buvetier d'Aunou  | Franck Nivard           | Franck Leblanc          | 2 175 m  | 1'11"8 |
| 2012  | Texas Charm        | Cygnus d'Odyssée  | Julien Dubois           | Philippe Moulin         | 2 175 m  | 1'10"5 |
| 2011  | Sancho du Glay     | First de Retz     | Éric Raffin             | Sébastien Guarato       | 2 175 m  | 1'11"3 |
| 2010  | Réal de Lou        | Jag de Bellouet   | Laurent-Claude Abrivard | Laurent-Claude Abrivard | 2 175 m  | 1'11"3 |
| 2009  | Quinoa du Gers     | Ganymède          | Jean-Michel Bazire      | Jean-Michel Bazire      | 2 175 m  | 1'10"9 |
| 2008  | Premiere Steed     | Workaholic        | Jean-Michel Bazire      | Fabrice Souloy          | 2 175 m  | 1'12"3 |
| 2007  | Orlando Sport      | Hand du Vivier    | Laurent Gout            | Laurent Gout            | 2 175 m  | 1'12"2 |
| 2006  | Nuage de Lait      | Défi d'Aunou      | Jean-Étienne Dubois     | Jean-Étienne Dubois     | 2 175 m  | 1'11"6 |
| 2005  | Mara Bourbon       | And Arifant       | Jean-Pierre Dubois      | Jean-Pierre Dubois      | 2 175 m  | 1'11"9 |
| 2004  | Love You           | Coktail Jet       | Jean-Pierre Dubois      | Jean-Pierre Dubois      | 2 175 m  | 1'13"5 |
| 2003  | Krac Spécial       | Cezio Josselyn    | Ulf Nordin              | Ulf Nordin              | 2 175 m  | 1'12"1 |
| 2002  | Jam Pridem         | Coktail Jet       | Jean-Étienne Dubois     | Jean-Étienne Dubois     | 2 175 m  | 1'13"1 |
| 2001  | Insert Gédé        | Jet du Vivier     | Yves Dreux              | Jean-Luc Bigeon         | 2 175 m  | 1'13"3 |
| 2000  | Hermès de Péricard | Workaholic        | Alain Laurent           | Alain Laurent           | 2 175 m  | 1'13"4 |
| 1999  | Gai d'Hautmonière  | Nicos du Vivier   | Jean-Michel Bazire      | Jean-Michel Bazire      | 2 175 m  | 1'12"2 |
| 1998  | Fabuleuse Véa      | Moktar            | Jos Verbeeck            | Jean-Luc Dersoir        | 2 700 m  | 1'16"7 |
| 1997  | Écho               | Quorest du Vivier | Jean-Étienne Dubois     | Jean-Étienne Dubois     | 2 700 m  | 1'15"2 |
| 1996  | Défi d'Aunou       | Armbro Goal       | Jean-Étienne Dubois     | Jean-Étienne Dubois     | 2 725 m  | 1'16"5 |
| 1995  | Canada             | Bellouet          | Guy Verva               | Philippe Verva          | 2 700 m  | 1'16"3 |
| 1994  | Blue Eyes America  | Fakir du Vivier   | Joël Hallais            | Joël Hallais            | 2 700 m  | 1'16"1 |
| 1993  | Arnaqueur          | Fakir du Vivier   | Karim Hawas             | Ali Hawas               | 2 825 m  | 1'18"4 |
| 1992  | Vrai Lutin         | Lutin d'Isigny    | Jean-Pierre Viel        | Jean-Pierre Viel        | 2 650 m  | 1'17"4 |
| 1991  | Unique James       | James Pile        | Bernard Oger            | Léopold Verroken        | 3 000 m  | 1'18"3 |
| 1990  | Ténor de Baune     | Le Loir           | Jean-Baptiste Bossuet   | Jean-Baptiste Bossuet   | 3 025 m  | 1'15"7 |
| 1989  | Sévigny            | Moktar            | Paul Viel               | Paul Viel               | 3 000 m  | 1'19"9 |
| 1988  | Rose du Marquais   | Fakir du Vivier   | Jean-Claude Hallais     | Jean-Claude Hallais     | 3 000 m  | 1'21"1 |
| 1987  | Quartz             | Granit            | Jean-Claude Hallais     | Jean-Claude Hallais     | 3 000 m  | 1'19"6 |
| 1986  | Pan de la Vaudère  | Ruy Blas IV       | Jean-Claude Hallais     | Louis Decaudin          | 2 975 m  | 1'19"9 |
| 1985  | Oligo              | Ersin             | Joël Hallais            | Joël Hallais            | 3 025 m  | 1'17"7 |
| 1984  | Navo               | Paléo             | Jean-Claude Hallais     | Roger Baudron           | 2 750 m  | 1'17"3 |
| 1983  | Mon Tourbillon     | Amyot             | Jean-Pierre Viel        | Jean-Pierre Viel        | 2 775 m  | 1'18"4 |
| 1982  | Lançon             | Toledo II         | Ali Hawas               | Ali Hawas               | 2 775 m  | 1'17"2 |
| 1981  | Katinka            | Kerjacques        | Jean-René Gougeon       | Jean-René Gougeon       | 2 600 m  | 1'19"5 |